# Doliny (potok)
Doliny – potok będący dopływem Pracicy (Wieprzówki).
Zlewnia potoku obejmuje stoki między wschodnimi grzbietami Czarnego Gronia i wierzchołka 868 m, w całości w obrębie wsi Rzyki w województwie małopolskim, w powiecie wadowickim, w gminie Andrychów. Długość potoku wynosi około 800 m. Wypływa na wysokości około 670 m i spływa początkowo w kierunku wschodnim, potem północno-wschodnim i na wysokości około 510 m uchodzi do Pracicy jako jej lewy dopływ. Zlewnia potoku w całości znajduje się na obszarze porośniętym lasem.
Zlewnia potoku znajduje się w Beskidzie Małym, a dokładniej w jego części zwanej Beskidem Andrychowskim.